# Sylvia Kiberenge
Sylvia Kiberenge (født 14. februar 1990) er en kenyansk maratonløber. Hun er fra Luhya-stammen og opvokset i Afrikas største slumområde, Kibera i Nairobi. Hun har vundet Eremitageløbet i 2015, 2017, 2018, 2019, 2021, 2022 og 2023. Hun er gift med Erling Worm og bor i Danmark.